# Route nationale 147
Pour les articles homonymes, voir Route 147.
La route nationale 147, ou RN 147, est une route nationale française reliant Limoges à Poitiers. Entre Bellac et Poitiers, cette route est également la route européenne 62, portion de la RCEA.
La quasi-totalité de son parcours consiste en une route à deux voies de type « toboggan ». Cette route, particulièrement accidentogène, connaît un important trafic de poids-lourds ; sa mise à 2×2 voies entre Poitiers et Limoges est en projet,,. Pour l'instant, seules les sections à 2×2 voies autour de Poitiers, de Fleuré et quelques créneaux de dépassement autour de Bellac existent. Les travaux ont déjà commencé pour les rallonger, mais les désaccords entre financeurs compliquent le lancement des chantiers, déjà ajourné le temps des études sur le projet de LGV Poitiers-Limoges.

## Histoire
Avant la réforme de 1972, la RN 147 reliait Limoges à Saumur. Elle passait par un tronçon déclassé en RD 147 dans la Vienne et RD 947 en Maine-et-Loire, reliant Loudun à Saumur, via Fontevraud-l'Abbaye et Montsoreau.
Des tronçons actuels de la RN 147, seul celui de Limoges à Loudun est d'origine ; le tronçon de Loudun à Montreuil-Bellay appartenait à la RN 761, le tronçon de Montreuil-Bellay à Longué-Jumelles appartenait à la RN 138, et celui de Longué-Jumelles à Angers est issu d'anciennes routes départementales.
Le décret du 5 décembre 2005 conserve la section Limoges-Poitiers. Le tronçon entre Poitiers et Angers via Loudun et Saumur est déclassé et reversé aux conseils généraux des départements traversés et devient la RD 347.
La section entre Couzeix et Limoges est déclassée en RD 947.

## Section à 2x2 voies (rocade de Poitiers)
- Carrefour giratoire entre N147, route des Sachères et avenue Jacques Cœur :
  - N147 : Montluçon, Guéret, Limoges, Montmorillon, Mignaloux, Bis Toulouse
  - Route des Sachères : Savigny-Lévescault, Mignaloux-Charassé
  - Avenue Jacques Cœur : Angoulême, Niort, Saint-Benoît, Poitiers-La Gibauderie, C.H.U. de Poitiers
  -  N147 :  Nantes,  Tours, Toutes Directions, Poitiers-Centre, Futuroscope,  Aéroport de Poitiers - Biard
- Début de 2x2 voies, section à 110 km/h, sur 9 km. Début de la rocade de Poitiers.
- D951 (Trois-quarts d'échangeur, sens Limoges - Poitiers et depuis Poitiers) : Châteauroux, Bourges, Saint-Julien-l'Ars, Mignaloux-Breuil l’Abbesse, Chauvigny
- (Trois-quarts d'échangeur, sens Poitiers - Limoges et depuis Limoges) : Poitiers-Centre, Niort, Angoulême, Poitiers-Beaulieu, Poitiers-Touffenet, Parc des Expositions
- D6 : Poitiers-Breuil Mingot, Bignoux
- D3 : Montamisé, Bonneuil-Matours, Poitiers-Saint Éloi, Poitiers-Couronneries
- : Buxerolles-La Vallée
- : Buxerolles-Centre
- Section à 90 km/h, sur 1,5 km.
- D910 : Angoulême, Niort, Poitiers-Centre, Châtellerault, Chasseneuil,  Aéroport de Poitiers - Biard, Futuroscope
- Échangeur entre A10 et N147 :  Chatellerault,  Tours,  Nantes,  Bordeaux,  La Rochelle, Centre Routier, ZI République
- Retour sur section à 110 km/h, sur 4 km.
- D757 : Poitiers-Centre, Angoulême, Migné-Auxances
- Avant réduction à 1 voie, à 200 m.
- Réduction à 1 voie. Fin de 2x2 voies.
- Section à 2x1 voies, sans séparation centrale. Section à 80 km/h, sur 2 km.
- D347 (depuis et vers Limoges) : Saumur, Angers, Neuville, Mirebeau, Loudun
- La Route Nationale N147 devient la Route Nationale N149.
- Fin de la rocade de Poitiers.
- Carrefour giratoire entre N149 et D30 :
  - N149 :  A10, Poitiers, Futuroscope, Migné-Auxances
  - D30 : Quinçay, Vouneuil-sous-Biard, Moulinet, Limbre
  - D30 : Cissé, Champigny-le-Sec, Neuville, Vouzailles
  - N149 : Nantes, La Roche-sur-Yon, Vouillé, Parthenay

## Tracés

### De Limoges à Poitiers (N 147)
Le tronçon entre Bellac et Poitiers est également numéroté E62. Les communes traversées sont :
- Limoges (km 268)
- Bellac (km 232)
- Bel-Air, commune de Bussière-Poitevine (km 213)
- La Grande Ferrière, commune de Lathus-Saint-Rémy
- Moulismes (km 200)
- Lussac-les-Châteaux (km 189)
- Le Pont, commune de Mazerolles
- Lhommaizé
- La Vézinière, commune de Lhommaizé
- Fleuré
- Mignaloux-Beauvoir

### De Poitiers à Angers (D 347)
- Poitiers (km 150)
- Mirebeau (km 123)
- Loudun (km 95)
- Les Trois-Moutiers
- Montreuil-Bellay (km 71)
- Saumur (km 54)
- Longué-Jumelles (km 39)
- Beaufort-en-Vallée (km 28)
- Angers (km 0)

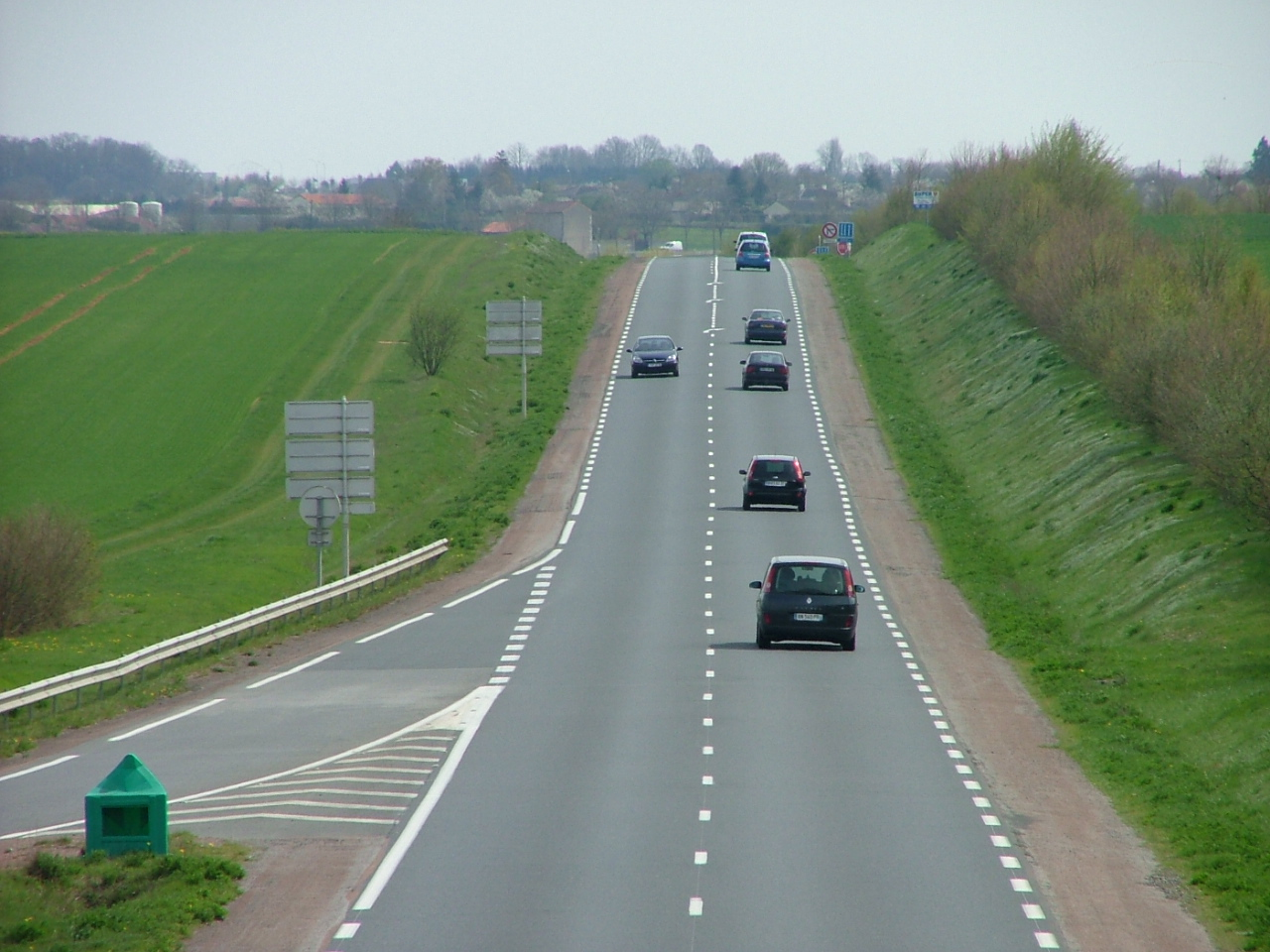
La RD 347 à hauteur d'Étables (entre Poitiers et Mirebeau).
- La traversée de Mirebeau.
- La traversée des Trois-Moutiers.
- La traversée de Vain, commune des Trois-Moutiers.

### De Loudun à Saumur (tracé d’origine)
- Loudun
- La Boule d'Or, commune de Bournand
- Roiffé
- Fontevraud-l'Abbaye
- Montsoreau
- Turquant
- Parnay
- Souzay-Champigny
- Saumur

## Projets
- Mise à 2×2 voies entre Poitiers et Limoges : déviations de Lhommaizé et Lussac-les-Châteaux, dans le prolongement de celle de Fleuré (en plusieurs tronçons réalisés de 2004 à 2011)[6].

## Lieux sensibles

### Passages à niveau

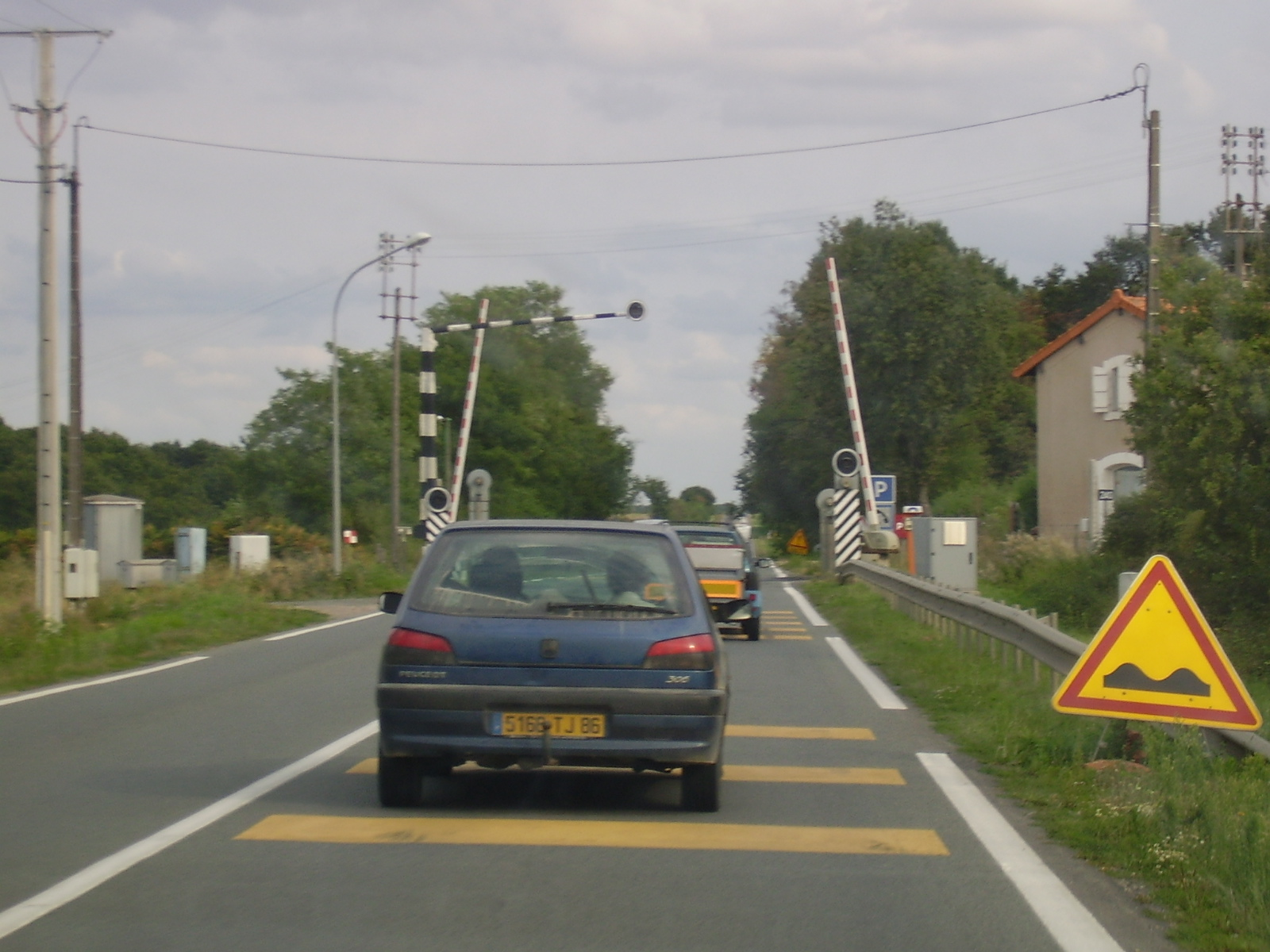
Passage à niveau à Lhommaizé en août 2009

La ligne Poitiers - Limoges-Bénédictins coupe la RN 147 en trois passages à niveau jugés sensibles :
- Passage à niveau sur la commune de Mignaloux-Beauvoir, lieu-dit Le Brelinguet
- Passage à niveau sur la commune de Fleuré, avec un radar dans chaque sens de circulation contrôlant le franchissement au feu rouge clignotant[7] (ligne de Mignaloux - Nouaillé à Bersac)
- Passage à niveau sur la commune de Chamboret